# Clorpromazina
La clorpromazina és un medicament neurolèptic, categoritzat dins dels antipsicòtics clàssics o típics. El seu descobriment per a posterior ús en la psiquiatria s'anomena la "quarta revolució en psiquiatria".
Aquest compost va sorprendre en veure que actuava com a tranquil·litzant sense sedar, és a dir, mantenint la consciència, el que va suggerir la idea d'utilitzar-la amb pacients psiquiàtrics. El més curiós és que va ser creada com a antihistamínic; en veure un cirurgià francès que l'administrava abans d'una operació (per tal de disminuir una inflamació), tenia efecte calmant, es va pensar en el seu ús amb pacients psicòtics. I va ser un èxit; calmava els esquizofrènics agitats i activava els adormits.
Pel que sembla, igual que molts altres neurolèptics, actua sobre el circuit de la dopamina, com prediu la teoria dopaminèrgica de l'esquizofrènia.
La clorpromazina va permetre que molts esquizofrènics abandonèssin els hospitals psiquiàtrics i fessin una vida relativament "normal".
Pertany a l'anomenat grup de fàrmacs típics per tractar l'esquizofrènia, per la qual cosa és un bloquejador del receptor D2 (inhibitori) de la dopamina que predomina en neurones de l'estriadura ventral (com les acumbens). També hi D2 en l'estriadura dorsal i en el túbul infudibular, en què causa efectes secundaris.
La clorpromazina és un fàrmac de baixa potència i, com a tal, bloqueja a més de D2 dels receptors α1 i α2 (en què és cardiotòxic), H1 (comporta augment de pes), H2, M1 i M2 (en tots dos, visió borrosa i hipertensió ocular).
També s'usa en el tractament de la corea a la malaltia de Huntington amb unes dosis de 300-500 mg al dia.

## Efectes adversos
1. Somnolència
2. Falta d'expressió a la cara
3. Arrossegar els peus en caminar
4. Intranquil·litat
5. Agitació
6. ansietat
7. Moviments estranys, lents o incontrolables de qualsevol part del cos
8. Dificultat per adormir o romandre dormit
9. Hiperprolactinèmia
10. Distensió dels pits
11. Falta d'alguns períodes menstruals
12. Disminució de la capacitat sexual
13. Canvis en el color de la pell
14. Sequedat a la boca
15. Congestió nasal
16. Dificultat per orinar
17. Dilatació o contracció de les pupil·les[1]

## Símptomes de sobredosi
- Somnolència
- Pèrdua del coneixement
- Moviments estranys, lents o incontrolables de qualsevol part del cos
- Agitació
- Intranquil·litat
- Febre
- Convulsions
- Sequedat a la boca
- Arrítmies cardíaques[1]